# Мифологический словарь
Мифологи́ческий слова́рь — однотомный энциклопедический словарь, вышедший в 1990 году под редакцией Е. М. Мелетинского.

## Авторы
С. С. Аверинцев, Л. Х. Акаба, Н. А. Алексеев, А. А. Аншба, С. Б. Арутюнян, В. К. Афанасьева, В. Е. Баглай, Г. Г. Бандиленко, В. Н. Басилов, Х. С. Бгажба, Ю. Е. Берёзкин, М. Н. Ботвинник, И. С. Брагинский, Н. А. Брегадзе, Г. М. Василевич, А. В. Ващенко, О. Ф. Волкова, О. Гогичашвили, П. А. Гринцер, Г. Ч. Гусейнов, М. А. Дандамаев, А. М. Дубянский, Н. Л. Жуковская, А. И. Зайцев, С. Л. Зухба, Вяч. Вс. Иванов, Б. А. Калоев, З. Г. Кикнадзе, Р. В. Кинжалов, Л. Р. Концевич, Э. Е. Кормышева (Миньковская), Е. С. Котляр, Л. А. Лелеков, А. Ф. Лосев, А. Г. Лундин, А. У. Мальсагов, Е. М. Мелетинский, Л. Н. Меньшиков, А. Н. Мещеряков, М. И. Мижаев, Л. Э. Мялль, С. Ю. Неклюдов, А. И. Немировский, Н. И. Никулин, Е. С. Новик, Т. А. Очиаури, Е. М. Пинус, М. Б. Пиотровский (40 статей), М. С. Полинская, Д. С. Раевский, Б. Л. Рифтин, Р. И. Рубинштейн, Д. А. Рухадзе, Ш. Х. Салакая, Г. Г. Свиридов, А. Н. Седловская, С. Д. Серебряный, С. Я. Серов, Е. К. Симонова-Гудзенко, Ю. Х. Сирк, И. К. Сургуладзе, А. Х. Танкиев, А. А. Тахо-Годи, А. А. Терентьев, С. А. Токарев, В. Н. Топоров, Л. А. Файенберг, Х. М. Халилов, М. Л. Хачикян, Е. А. Хелимский, М. Хоппал, А. В. Цанава, М. К. Чачава, Я. С. Чеснов, Л. Г. Члаидзе, М. А. Членов, И. Ш. Шифман, С. В. Шкунаев, Е. М. Штаерман, М. А. Юсим, В. Н. Ярхо.

## Отзывы
По мнению одного из крупнейших специалистов по семиотике фольклора, фольклориста и востоковеда С. Ю. Неклюдова, «Мифологический словарь» значительно дополнил вышедшую ранее под редакцией С. А. Токарева двухтомную энциклопедию «Мифы народов мира».

## Издание
- Мифологический словарь / гл. ред. Е. М. Мелетинский. — М.: Советская энциклопедия, 1990. — 672 с. — ISBN 5-85270-032-0.